# Anemia cajalbanica
Anemia cajalbanica är en ormbunkeart som beskrevs av Attila L. Borhidi och Mz. Anemia cajalbanica ingår i släktet Anemia och familjen Anemiaceae. Inga underarter finns listade.